# Meljac
Meljac (okzitanisch gleichlautend) ist eine französische Gemeinde mit 135 Einwohnern (Stand 1. Januar 2022) im Département Aveyron in der Region Okzitanien (vor 2016 Midi-Pyrénées). Sie gehört zum Arrondissement Villefranche-de-Rouergue (bis 2017 Arrondissement Rodez) und zum Kanton Ceor-Ségala. Die Einwohner werden Meljacois und Meljacoises genannt.

## Geografie
Meljac liegt etwa 30 Kilometer südsüdwestlich von Rodez im Zentralmassiv. Umgeben wird Meljac von den Nachbargemeinden Centrès im Norden, Rullac-Saint-Cirq im Osten und Süden sowie Saint-Just-sur-Viaur im Süden und Westen.

## Bevölkerungsentwicklung
| Jahr                       | 1962 | 1968 | 1975 | 1982 | 1990 | 1999 | 2006 | 2019 |
| -------------------------- | ---- | ---- | ---- | ---- | ---- | ---- | ---- | ---- |
| Einwohner                  | 328  | 281  | 250  | 233  | 217  | 155  | 145  | 125  |
| Quellen: Cassini und INSEE |      |      |      |      |      |      |      |      |

## Sehenswürdigkeiten
- Kirche Saint-Blaise aus dem ausgehenden 19. Jahrhundert und Beginn des 20. Jahrhunderts
- Brunnen, errichtet 1786
- Dolmen
- Schloss Meljac

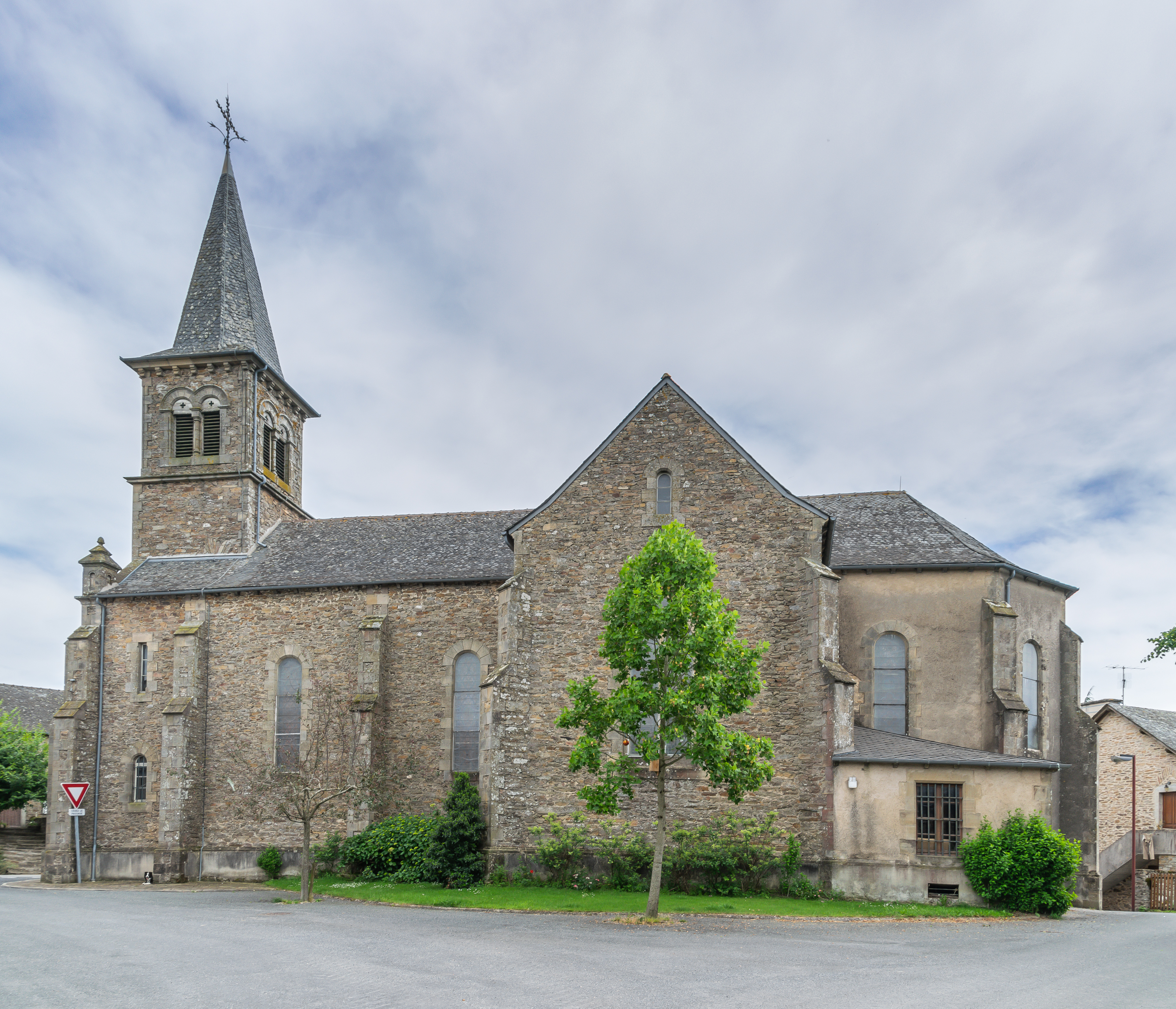
Kirche Saint-Blaise
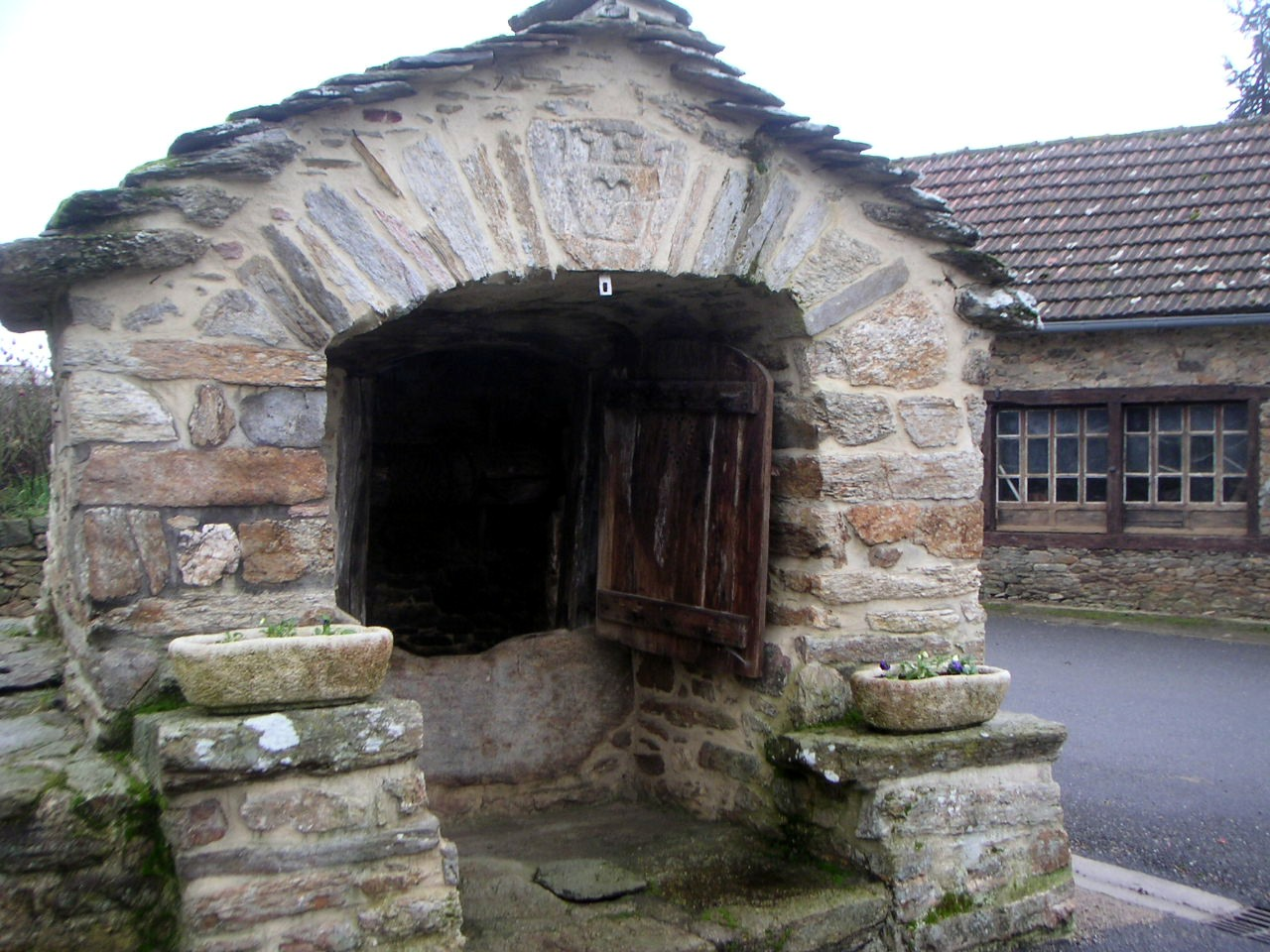
Brunnen